# Marco Fritz
Marco Fritz (Korb, 3 oktober 1977) is een Duits voetbalscheidsrechter. Hij is in dienst van FIFA en UEFA sinds 2012. Ook leidt hij sinds 2009 wedstrijden in de Bundesliga.
Op 22 augustus 2009 leidde Fritz zijn eerste wedstrijd in de Duitse nationale competitie. Tijdens het duel tussen SC Freiburg en Bayer Leverkusen (0–5 voor Leverkusen) trok de leidsman driemaal de gele kaart. In Europees verband debuteerde hij tijdens een wedstrijd tussen Levadia Tallinn en Anorthosis Famagusta in de eerste voorronde van de Europa League; het eindigde in 1–3 en Fritz gaf vijf gele kaarten. Zijn eerste interland floot hij op 31 mei 2013, toen Slovenië met 2–0 won van Turkije door goals van Milivoje Novakovič en Tim Matavž. Tijdens dit duel gaf Fritz gele kaarten aan de Slovenen Branko Ilić, Bojan Jokić en Aleksandar Radosavljevič en aan de Turken Serdar Kurtuluş, Hasan Ali Kaldırım en Caner Erkin.
Fritz werd in 2021 door de UEFA opgenomen op de lijst van videoscheidsrechters voor het uitgestelde EK 2020. In mei 2022 werd hij gekozen als een van de videoscheidsrechters die actief zouden zijn op het WK 2022 in Qatar. In april 2024 werd hij ook in deze rol gekozen voor het EK 2024 in Duitsland.

## Interlands
| Datum         | Plaats               | Wedstrijd          | Uitslag | Competitie        | Kreeg geel | Kreeg voor de tweede keer geel en dus rood | Weggestuurd |
| ------------- | -------------------- | ------------------ | ------- | ----------------- | ---------- | ------------------------------------------ | ----------- |
| 31 mei 2013   | Bielefeld, Duitsland | Slovenië – Turkije | 2 – 0   | Vriendschappelijk | 6          | 0                                          | 0           |
| 31 maart 2021 | Solna, Zweden        | Zweden – Estland   | 1 – 0   | Vriendschappelijk | 5          | 0                                          | 0           |

Laatst bijgewerkt op 20 mei 2022.